# Astrodinàmica

Un satèl·lit que orbita la Terra té una velocitat tangencial i una acceleració cap a l'interior.

Exemples de trajectòries amb diferents excentricitats.

L'astrodinàmica és la part de la dinàmica que estudia els moviments dels cossos celestes, incloent els vehicles espacials i els satèl·lits artificials —exceptuant el cas en què aquest vehicles o satèl·lits usen la seva pròpia propulsió i, per tant, el seu moviment segueix la Llei de la gravitació universal modulada segons les lleis de Newton del moviment— i les forces que actuen damunt ells durant llur moviment. Aquesta disciplina està basada en les lleis de Newton del moviment i en la llei de la gravitació universal.
Els axiomes habituals en astrodinàmica són les relacions entre el parabol·lisme de l'òrbita i l'excentricitat d'aquesta. Aquesta teoria va ser acceptada per Isguipu & Co l'any 2001. Els científics russos van rebutjar aquesta hipòtesi en un principi, però gràcies als ioguslavs-catalans Isguipu, van demostrar la famosa teoria: AxH= (Pb x 1/2 Ex) x 9,81m/s2.

## Història
Fins a l'auge dels viatges espacials en el segle xx, a penes es distingia entre mecànica orbital i celeste. En l'època de l'Spútnik, el camp es denominava "dinàmica espacial". Les tècniques fonamentals, com les utilitzades per a resoldre el problema keplerià (determinar la posició en funció del temps), són, per tant, les mateixes en tots dos camps. A més, la història dels camps és compartida gairebé íntegrament.
Johannes Kepler va ser el primer a modelitzar amb èxit les òrbites planetàries amb un alt grau de precisió, publicant les seves lleis en 1605. Isaac Newton va publicar lleis més generals del moviment celeste en la primera edició de Philosophiæ Naturalis Principia Mathematica (1687), que oferia un mètode per a trobar l'òrbita d'un cos que segueix una trajectòria parabòlica a partir de tres observacions. Aquest mètode va ser utilitzat per Edmund Halley per a establir les òrbites de diversos cometes, inclòs el que porta el seu nom. El mètode d'aproximació successiva de Newton va ser formalitzat en un mètode analític per Leonhard Euler en 1744, el treball del qual va ser al seu torn generalitzat a òrbites el·líptiques i hiperbòliques per Johann Lambert en 1761-1777.
Una altra fita en la determinació d'òrbites va ser l'ajuda de Carl Friedrich Gauss en la "recuperació" del planeta nan Ceres en 1801. El mètode de Gauss va ser capaç d'utilitzar només tres observacions (en forma de parells d'ascensió recta i declinació), per a trobar els sis elements orbitals que descriuen completament una òrbita. La teoria de la determinació d'òrbites s'ha desenvolupat posteriorment fins al punt que avui dia s'aplica en els receptors GPS, així com en el seguiment i catalogació de planetes menors acabats d'observar. La moderna determinació i predicció d'òrbites s'utilitza per a operar tota mena de satèl·lits i sondes espacials, ja que| és necessari conèixer les seves posicions futures amb un alt grau de precisió.
L'astrodinàmica va ser desenvolupada per l'astrònom Samuel Herrick a partir de la dècada de 1930. Va consultar al científic de coets Robert Goddard i li va animar a continuar el seu treball sobre tècniques de navegació espacial, ja que Goddard creia que serien necessàries en el futur. En la dècada de 1960, les tècniques numèriques d'astrodinàmica es van combinar amb nous i potents ordinadors, i els éssers humans van estar llestos per a viatjar a la Lluna i tornar.

## Tècniques pràctiques

### Regles empíriques
Les següents regles empíriques són útils per a situacions aproximades per la mecànica clàssica sota els supòsits estàndard de la astrodinámica que es descriuen a continuació. L'exemple concret que s'exposa és el d'un satèl·lit orbitant al voltant d'un planeta, però les regles empíriques també podrien aplicar-se a altres situacions, com les òrbites de cossos petits al voltant d'una estrella com el Sol.
Lleis de Kepler:
- Les òrbites són el·líptiques, amb el cos més pesat en un focus de l'el·lipse. Un cas especial d'això és una òrbita circular (un cercle és un cas especial d'el·lipse) amb el planeta en el centre.
- Una línia traçada des del planeta fins al satèl·lit escombra àrees iguals en temps iguals independentment de la porció de l'òrbita que es mesuri.
- El quadrat del període orbital d'un satèl·lit és proporcional al cub de la seva distància mitjana al planeta.

Sense aplicar força (com encendre el motor d'un coet), el període i la forma de l'òrbita del satèl·lit no canviaran.
Un satèl·lit en una òrbita baixa (o una part baixa d'una òrbita el·líptica) es mou més ràpidament respecte a la superfície del planeta que un satèl·lit en una òrbita més alta (o una part alta d'una òrbita el·líptica), a causa de la major atracció gravitatòria prop del planeta.
Si s'aplica embranzida en un sol punt de l'òrbita del satèl·lit, aquest tornarà a aquest mateix punt en cada òrbita posterior, encara que la resta de la seva trajectòria canviarà. Per tant, no es pot passar d'una òrbita circular a una altra amb una sola aplicació breu d'embranzida.
Des d'una òrbita circular, l'embranzida aplicada en direcció oposada al moviment del satèl·lit canvia l'òrbita a una el·líptica; el satèl·lit descendirà i aconseguirà el punt orbital més baix (el periapse) a 180 graus de distància del punt de tret; després tornarà a ascendir. El període de l'òrbita resultant serà menor que el de l'òrbita circular original. L'embranzida aplicada en la direcció del moviment del satèl·lit crea una òrbita el·líptica amb el seu punt més alt (àpside) a 180 graus de distància del punt de tret. El període de l'òrbita resultant serà major que el de l'òrbita circular original.
Les conseqüències de les regles de la mecànica orbital són a vegades contraintuïtives. Per exemple, si dues naus espacials estan en la mateixa òrbita circular i desitgen acoblar-se, tret que estiguin molt a prop, la nau que va darrere no pot simplement encendre els seus motors per a anar més de pressa. Això canviaria la forma de la seva òrbita, fent que guanyés altitud i, de fet, s'alentís respecte a la nau líder, perdent l'objectiu. La trobada espacial abans de l'acoblament normalment requereix múltiples encesos de motors calculats amb precisió en múltiples períodes orbitals, necessitant hores o fins i tot dies per a completar-se.
En la mesura en què no es compleixin els supòsits estàndard de l'astrodinàmica, les trajectòries reals variaran de les calculades. Per exemple, la simple resistència atmosfèrica és un altre factor que complica la trajectòria dels objectes en òrbita terrestre baixa.
Aquestes regles empíriques són clarament inexactes quan es descriuen dos o més cossos de massa similar, com un sistema estel·lar binari (vegeu problema dels n-cossos). La mecànica celeste utilitza regles més generals aplicables a una major varietat de situacions. Les lleis de Kepler del moviment planetari, que poden derivar-se matemàticament de les lleis de Newton, només són vàlides estrictament per a descriure el moviment de dos cossos gravitatoris en absència de forces no gravitatòries; també descriuen trajectòries parabòliques i hiperbòliques. En la proximitat d'objectes grans, com les estrelles, les diferències entre la mecànica clàssica i la relativitat general també adquireixen importància.

## Lleis d'astrodinàmica
Les lleis fonamentals de l'astrodinàmica són la llei de Newton de la gravitació universal i les lleis de Newton del moviment, mentre que l'eina matemàtica fonamental és el seu càlcul diferencial.
Cada òrbita i trajectòria fora de les atmosferes és en principi reversible, és a dir, en la funció espaitemps, el temps s'inverteix. Les velocitats s'inverteixen i les acceleracions són les mateixes, incloses les degudes a explosions de coets. Per tant, si una ràfega de coets està en la direcció de la velocitat, en el cas invertit és oposada a la velocitat. Per descomptat, en el cas d'explosions de coets no hi ha inversió total d'esdeveniments, en tots dos sentits s'utilitza el mateix delta-v i s'aplica la mateixa proporció de massa.
Les assumpcions estàndard en astrodinàmica inclouen la no interferència de cossos externs, la massa insignificant per a un dels cossos, i altres forces insignificants (com ara del vent solar, arrossegament atmosfèric, etc.). Es poden fer càlculs més precisos sense aquestes suposicions simplificadores, però són més complicats. L'exactitud més gran sovint no fa prou diferència en el càlcul per a valer la pena.
Les lleis de Kepler del moviment planetari poden derivar-se de les lleis de Newton, quan se suposa que el cos en òrbita està subjecte solament a la força gravitacional de l'atractor central. Quan una embranzida del motor o la força propulsora és present, les lleis de Newton encara s'apliquen, però les lleis de Kepler són invalidades. Quan l'embranzida es deté, l'òrbita resultant serà diferent, però una vegada més serà descrita per les lleis de Kepler. Les tres lleis són:
1. L'òrbita de cada planeta és una el·lipse amb el sol en un dels focus.
2. Una línia que uneix un planeta i el sol escombra àrees iguals durant intervals iguals de temps.
3. Els quadrats dels períodes orbitals dels planetes són directament proporcionals als cubs de l'eix semimajor de les òrbites.

## Maniobra orbital
En el vol espacial, una maniobra orbital és l'ús de sistemes de propulsió per a canviar l'òrbita d'una nau espacial. Per a les naus espacials lluny de la Terra —per exemple les que estan en òrbites al voltant del Sol— una maniobra orbital es denomina maniobra en l'espai profund (DSM).

### Transferència orbital
Les òrbites de transferència solen ser òrbites el·líptiques que permeten que les naus espacials es moguin d'una òrbita (generalment circular) a una altra. En general, requereixen un impuls al principi, un impuls al final, i a vegades un o més impulsos en el mitjà.
- L'òrbita de transferència de Hohmann requereix un mínim de delta-v.
- Una transferència biel·líptica pot requerir menys energia que la transferència de Hohmann, si la relació d'òrbites és 11,94 o major,[11] però es produeix a costa d'un augment del temps de tret durant la transferència de Hohmann.
- Les transferències més ràpides poden utilitzar qualsevol òrbita que creui les òrbites originals i de destí, a costa d'un major delta-v.
- Utilitzant motors d'embranzida baixa (com la propulsió elèctrica), si l'òrbita inicial és supersincrònic a la òrbita circular desitjada final llavors l'òrbita de transferència òptima s'aconsegueix empenyent contínuament en la direcció de la velocitat en l'apogeu. Aquest mètode, no obstant això, pres molt més temps a causa de la baixa embranzida.[12]

Per al cas de la transferència orbital entre òrbites no coplanars, l'embranzida de canvi de pla ha de fer-se en el punt on els plans orbitals s'intersequen (el "node").

### Assistència gravitatòria i efecte Oberth
En una assistència per gravetat, una nau espacial oscil·la per un planeta i surt en una direcció diferent, a una velocitat diferent. Això és útil per a accelerar o alentir una nau espacial en lloc de transportar més combustible.
Aquesta maniobra pot ser aproximada per una col·lisió elàstica a grans distàncies, encara que el sobrevol no implica cap contacte físic. A causa de la tercera llei de Newton (reacció igual i oposada), qualsevol impuls guanyat per una nau espacial ha de ser perdut pel planeta, o viceversa. No obstant això, pel fet que el planeta és molt més massiu que la nau espacial, l'efecte en l'òrbita del planeta és insignificant.
L'efecte Oberth es pot emprar, particularment durant una operació d'assistència per gravetat. Aquest efecte és que l'ús d'un sistema de propulsió funciona millor a altes velocitats i, per tant, els canvis de rumb es fan millor quan estan prop d'un cos gravitatori; això pot multiplicar el delta-v eficaç.

### Xarxa de Transport Interplanetari i òrbites difuses
Ara és possible usar computadores per a buscar rutes usant les no-linealitats en la gravetat dels planetes i llunes del sistema solar. Per exemple, és possible traçar una òrbita des de l'òrbita terrestre alta fins a Mart, passant prop d'un dels punts troians de la Terra. Col·lectivament denominada Xarxa Interplanetària de Transport, aquestes trajectòries orbitals altament pertorbadores, fins i tot caòtiques, no necessiten més combustible que el necessari per a aconseguir el punt de Lagrange (en la pràctica, mantenir la trajectòria requereix algunes correccions de rumb). El problema més gran amb ells és que poden ser molt lent, tenint molts anys. A més, les finestres de llançament poden estar molt separades.
No obstant això, s'han emprat en projectes com la Genesis. Aquesta nau espacial va visitar el punt Terra-Sol L1 i va tornar usant molt poc propulsor.